# San Pedro de Coche
San Pedro de Coche es una población neoespartana, capital del Municipio Villalba, y a la vez capital de económica y social de la Isla de Coche, en el Estado Nueva Esparta, al sur de la Isla de Margarita, en el noreste de Venezuela.

## Historia
Data su fundación al año 1526 por Don Juan Lopez de Archuleta, marino español, eibarrés de nacimiento que pidió a través de un documento llamado real cédula, la isla de coche para cría de ganado y el 28 de julio de 1526 se le fue concebida. Es una isla rica en historia desde el monumento natural piedra del Piache donde colocaron una cruz de madera los primeros misioneros Franciscanos y que aún se conserva en este lugar, cada rincón está bañado de historia y tranquilidad, es un pueblo humilde.

## Economía
La ciudad cuenta con recursos limitados para grandes expansiones urbanas, a diferencia de otras localidades del estado Nueva Esparta y del resto del país. Sin embargo, a pesar de sus restricciones territoriales y de infraestructura, se ha consolidado como una de las principales poblaciones pesqueras, no solo del estado, sino también de Venezuela, gracias a la tradición marítima de su gente y a la riqueza de sus aguas costeras.

## Deportes
Al localizarse en una isla, es ideal para deportes acuáticos.
San Pedro posee varias instalaciones foráneas para practicar deporte como la Cancha Múltiple Doña Coroza situada en la calle principal Los Medios. También posee el estadio Alfredo “Kae” Suárez, donde se practica béisbol y kikimbol.
La localidad posee algunos clubes deportivos como; Robinhos, Santa Lucía, Ertugrul, El Guamache, El Bichar, La Granja, Bicentenario, Tigritos, Valle Seco, El Cardón, Alevines, El Botón, Capitalinos, Punta Blanca, Planta Coche, Urbanización y Punta Honda, y algunas escuelas de béisbol menor como, El Guamache, El Bichar, Guinima y San Pedro.

## Alcaldía
La población de San Pedro de Coche, ya se ha dicho anteriormente que es la capital económica y social de la isla de Coche, pero lo menos nombrado es que esta es la capital política del municipio Villalba y de la isla, aquí reside la alcaldía y los poderes públicos de la isla, y el alcalde para el período 2014-2018 es el señor Freddy Serrano por el Partido Socialista Unido de Venezuela y la coalición Gran Polo Patriótico.